# Newton Mearns
Newton Mearns är en ort i Storbritannien.   Den ligger i kommunen East Renfrewshire och riksdelen Skottland, i den centrala delen av landet, 500 km nordväst om huvudstaden London. Newton Mearns ligger 137 meter över havet och antalet invånare är 23 808.
Terrängen runt Newton Mearns är huvudsakligen platt, men åt nordväst är den kuperad. Terrängen runt Newton Mearns sluttar norrut. Runt Newton Mearns är det tätbefolkat, med 308 invånare per kvadratkilometer. Närmaste större samhälle är Glasgow, 11,2 km norr om Newton Mearns. Trakten runt Newton Mearns består i huvudsak av gräsmarker.